# Jesús Alejandro Gómez Molina
Jesús Alejandro Gómez Molina, noto semplicemente come Jesús Alejandro Gómez (Hermosillo, 31 gennaio 2002), è un calciatore messicano, difensore del Club Tijuana.

## Caratteristiche tecniche
È un difensore centrale che può giocare anche come terzino sinistro.

## Carriera

### Club
Cresciuto nel settore giovanile dell'Atlas, debutta in prima squadra il 23 gennaio 2020 disputando l'incontro di Copa MX perso 2-1  contro l'Leones Negros UdeG. Nell'agosto 2020 viene ceduto in prestito al Boavista, con cui debutta il 19 settembre seguente in occasione dell'incontro di Primeira Liga pareggiato 3-3 contro il Nacional.

### Nazionale
Nel 2019 con la Nazionale Under-17 messicana ha vinto il campionato nordamericano di categoria ed è arrivato secondo nel campionato mondiale venendo nominato all'interno della miglior squadra in entrambi i tornei.
Nel 2020 riceve la prima convocazione con la Nazionale messicana in vista dell'amichevole contro i Paesi Bassi.

## Statistiche
Statistiche aggiornate al 26 gennaio 2021.

### Presenze e reti nei club
| Stagione        | Squadra         | Campionato      | Campionato | Campionato | Coppe nazionali | Coppe nazionali | Coppe nazionali | Coppe continentali | Coppe continentali | Coppe continentali | Altre coppe | Altre coppe | Altre coppe | Totale | Totale | Totale |
| Stagione        | Squadra         | Comp            | Pres       | Reti       | Comp            | Pres            | Reti            | Comp               | Pres               | Reti               | Comp        | Pres        | Reti        | Pres   | Reti   |        |
| --------------- | --------------- | --------------- | ---------- | ---------- | --------------- | --------------- | --------------- | ------------------ | ------------------ | ------------------ | ----------- | ----------- | ----------- | ------ | ------ | ------ |
| 2018-2019       | Atlas           | LMX             | 2          | 1          | CM              | 2               | 1               |                    | -                  | -                  |             | -           | -           | 4      | 2      |        |
| 2019-2020       | Atlas           | LMX             | 4          | 0          | CM              | 4               | 0               |                    | -                  | -                  |             | -           | -           | 8      | 0      |        |
| 2019-2020       | Boavista        | PL              | 4          | 0          | CP+CdL          | 0               | 0               |                    | -                  | -                  |             | -           | -           | 4      | 0      |        |
| Totale carriera | Totale carriera | Totale carriera | 10         | 1          |                 | 6               | 1               |                    | -                  | -                  |             | -           | -           | 16     | 2      |        |

### Cronologia presenze e reti in nazionale
| Cronologia completa delle presenze e delle reti in nazionale ― Messico | Cronologia completa delle presenze e delle reti in nazionale ― Messico | Cronologia completa delle presenze e delle reti in nazionale ― Messico | Cronologia completa delle presenze e delle reti in nazionale ― Messico | Cronologia completa delle presenze e delle reti in nazionale ― Messico | Cronologia completa delle presenze e delle reti in nazionale ― Messico | Cronologia completa delle presenze e delle reti in nazionale ― Messico | Cronologia completa delle presenze e delle reti in nazionale ― Messico |
| Data                                                                   | Città                                                                  | In casa                                                                | Risultato                                                              | Ospiti                                                                 | Competizione                                                           | Reti                                                                   | Note                                                                   |
| ---------------------------------------------------------------------- | ---------------------------------------------------------------------- | ---------------------------------------------------------------------- | ---------------------------------------------------------------------- | ---------------------------------------------------------------------- | ---------------------------------------------------------------------- | ---------------------------------------------------------------------- | ---------------------------------------------------------------------- |
| 1-6-2024                                                               | Chicago                                                                | Messico                                                                | 1 – 0                                                                  | Bolivia                                                                | Amichevole                                                             | -                                                                      | 85’                                                                    |
| Totale                                                                 |                                                                        | Presenze                                                               | 1                                                                      |                                                                        | Reti                                                                   | 0                                                                      |                                                                        |

## Palmarès

### Club

#### Competizioni nazionali
- Campionato messicano: 1

Atlas:Clausura 2022
- Supercoppa del Messico: 1

Atlas: 2022

### Nazionale
- Campionato nordamericano Under-17: 1

Stati Uniti 2019

### Individuale
- Squadra ideale del Campionato nordamericano Under-17: 1

Stati Uniti 2019
- Squadra ideale del Campionato mondiale Under-17: 1

Brasile 2019